# Христофор Клавій
Христофор Клавій (лат. Christophorus Clavius, італ. Cristoforo Clavio; 25 березня 1538, Бамберг — 6 лютого 1612, Рим) — німецький математик і астроном, єзуїт. Прославився своєю участю в комісії з календарної реформи, створеної папою Григорієм XIII; по суті був автором Григоріанського календаря.
Йому було доручено папою Григорієм XIII вдосконалення календаря. Причиною реформи було зміщення фактичного дня весняного рівнодення на 10 березня, натомість пасхалія вимагає брати до уваги 21 березня з юліанського календаря.

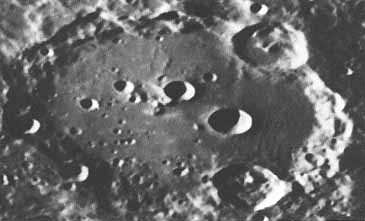
Кратер Клавій на Місяці

## Праці
- «Euclidis elementorum libri XVI cum scholiis» (1574)
- «Gnomonices libri VIII» (1581)
- «Calendarii romani gregoriani explicatio jussu Clementis VIII» (1603)
- «Computus ecclesiasticus per digitorum articulos et tabulas traditus» (1603).

Його ім'ям названо третій за величиною кратер на видимій стороні Місяця.